# Traité d'Amiens (1423)
Pour les articles homonymes, voir Traité d'Amiens.
Troyes (1420) Compiègne (1429)
Le Traité d'Amiens, signé le 17 avril 1423, scella une triple alliance entre Jean de Lancastre, duc de Bedford et régent anglais du royaume de France, Philippe le Bon duc de Bourgogne et Jean V duc de Bretagne, durant la guerre de Cent Ans.

## Contexte historique
Jean de Lancastre, connétable d’Angleterre (1403), duc de Bedford et de Candale, comte de Richmond (1414) et régent du royaume de France à la mort de son frère le roi Henri V d'Angleterre, souhaitait concrétiser l'alliance entre l'Angleterre d'une part, la Bourgogne et la Bretagne d'autre part pour mener la lutte contre le fils du roi de France Charles VI, Charles VII réfugié à Bourges. 
En effet, le traité de Troyes de 1420 stipulait qu'à la mort de Charles VI, le royaume de France devait revenir à son gendre Henri V d'Angleterre ou à ses descendants. Henri V mourut en août 1422, son fils Henri VI âgé de quelques mois lui succéda. Charles VI mourut le 21 octobre 1422. Son fils, Charles VII se proclama roi de France mais il ne pouvait compter que sur la France du sud et le parti armagnac tandis que Bedford contrôlait Paris et quelques territoires de la France du nord.

## Le traité
Le duc de Bedford fit venir à Amiens, Jean V de Bretagne et le duc Philippe III de Bourgogne qui signèrent dans cette ville de Picardie, le 17 avril 1423, un traité de triple alliance entre les trois princes qui devait se prolonger d'un double mariage pour sceller cette alliance politique dirigée contre Charles VII, le roi de Bourges. Bedford avait impérieusement besoin de l'alliance bourguignonne à laquelle il souhaitait ajouter la participation du duc de Bretagne pour parvenir à ses fins.
En outre deux mariages étaient prévus afin de renforcer cette alliance par des liens matrimoniaux. Les sœurs de Philippe le Bon, Anne et Marguerite de Bourgogne devaient épouser, la première, Jean de Bedford et la seconde Arthur de Richemont, frère du duc de Bretagne. Le comte de Foix, Jean Ier, se joignit à cette alliance signée le 17 avril 1423. Cette réussite diplomatique de Bedford ne devait toutefois pas lui permettre de triompher de Charles VII.

## Sources primaires
- Enguerrand de Monstrelet, La chronique d'Enguerran de Monstrelet : en deux livres, avec pièces justificatives, 1400-1444, publié pour la Société de l'histoire de France par Louis Douët-d'Arcq, t. 4, Paris, Librairie Jules Renouard, 1860, XIII-482 p. (lire en ligne), p. 147-149.